# Christian Goethals
Christian Roger Xavier Marie Joseph Ghislain Goethals  (* 4. August 1928 in Heule; † 26. Februar 2003 in Kortrijk) war ein belgischer Autorennfahrer.

## Karriere
Christian Goethals war ein Amateur, der in den 1950er-Jahren mit Fahrzeugen der Marke Porsche bei nationalen Sportwagenrennen am Start war. 1956 wurde er Zweiter in der 1500-cm³-Klasse beim Sportwagenrennen in Reims.
1958 mietete er einen Cooper T43, mit dem er auch beim Großen Preis von Deutschland am Start war. Ein Benzinpumpendefekt stoppte die Fahrt von Goethals vorzeitig.
Der Belgier sah bald ein, dass Monoposto-Rennen zu schnell für ihn waren, und verlagerte seine Aktivitäten wieder zum Sportwagensport. 1960 wurde er Fünfter bei den 1000 km von Buenos Aires. Nach einem schwereren Unfall beim Großen Preis von Angola Ende 1960 zog er sich vom Rennsport zurück.

## Statistik

### Statistik in der Formel 1

#### Gesamtübersicht
| Saison | Team               | Chassis    | Motor         | Rennen | Siege | Zweiter | Dritter | Poles | schn. Rennrunden | Punkte | WM-Pos. |
| ------ | ------------------ | ---------- | ------------- | ------ | ----- | ------- | ------- | ----- | ---------------- | ------ | ------- |
| 1958   | Ecurie Eperon d’Or | Cooper T43 | Climax 1.5 L4 | 1      | −     | −       | −       | −     | −                | −      | NC      |
| Gesamt | Gesamt             | Gesamt     | Gesamt        | 1      | −     | −       | −       | −     | −                | −      |         |

#### Einzelergebnisse
| Saison | 1 | 2 | 3 | 4 | 5 | 6 | 7   | 8 | 9 | 10 | 11 |
| ------ | - | - | - | - | - | - | --- | - | - | -- | -- |
| 1958   |   |   |   |   |   |   |     |   |   |    |    |
|        |   |   |   |   |   |   | DNF |   |   |    |    |

| Legende  | Legende            | Legende                                                          |
| Farbe    | Abkürzung          | Bedeutung                                                        |
| -------- | ------------------ | ---------------------------------------------------------------- |
| Gold     | –                  | Sieg                                                             |
| Silber   | –                  | 2. Platz                                                         |
| Bronze   | –                  | 3. Platz                                                         |
| Grün     | –                  | Platzierung in den Punkten                                       |
| Blau     | –                  | Klassifiziert außerhalb der Punkteränge                          |
| Violett  | DNF                | Rennen nicht beendet (did not finish)                            |
| Violett  | NC                 | nicht klassifiziert (not classified)                             |
| Rot      | DNQ                | nicht qualifiziert (did not qualify)                             |
| Rot      | DNPQ               | in Vorqualifikation gescheitert (did not pre-qualify)            |
| Schwarz  | DSQ                | disqualifiziert (disqualified)                                   |
| Weiß     | DNS                | nicht am Start (did not start)                                   |
| Weiß     | WD                 | zurückgezogen (withdrawn)                                        |
| Hellblau | PO                 | nur am Training teilgenommen (practiced only)                    |
| Hellblau | TD                 | Freitags-Testfahrer (test driver)                                |
| ohne     | DNP                | nicht am Training teilgenommen (did not practice)                |
| ohne     | INJ                | verletzt oder krank (injured)                                    |
| ohne     | EX                 | ausgeschlossen (excluded)                                        |
| ohne     | DNA                | nicht erschienen (did not arrive)                                |
| ohne     | C                  | Rennen abgesagt (cancelled)                                      |
| ohne     | keine WM-Teilnahme |                                                                  |
| sonstige | P/fett             | Pole-Position                                                    |
| sonstige | 1/2/3/4/5/6/7/8    | Punktplatzierung im Sprint-/Qualifikationsrennen                 |
| sonstige | SR/kursiv          | Schnellste Rennrunde                                             |
| sonstige | *                  | nicht im Ziel, aufgrund der zurückgelegten Distanz aber gewertet |
| sonstige | ()                 | Streichresultate                                                 |
| sonstige | unterstrichen      | Führender in der Gesamtwertung                                   |

### Einzelergebnisse in der Sportwagen-Weltmeisterschaft
| Saison | Team               | Rennwagen       | 1   | 2   | 3   | 4   | 5   |
| ------ | ------------------ | --------------- | --- | --- | --- | --- | --- |
| 1959   | Christian Goethals | Porsche 550     | SEB | TAR | NÜR | LEM | RTT |
| 1959   | Christian Goethals | Porsche 550     |     | DNF | DNF |     |     |
| 1960   |                    | Porsche 718 RSK | BUA | SEB | TAR | NÜR | LEM |
| 1960   | 6                  | Porsche 718 RSK |     |     |     |     |     |